# 달걀 파스타

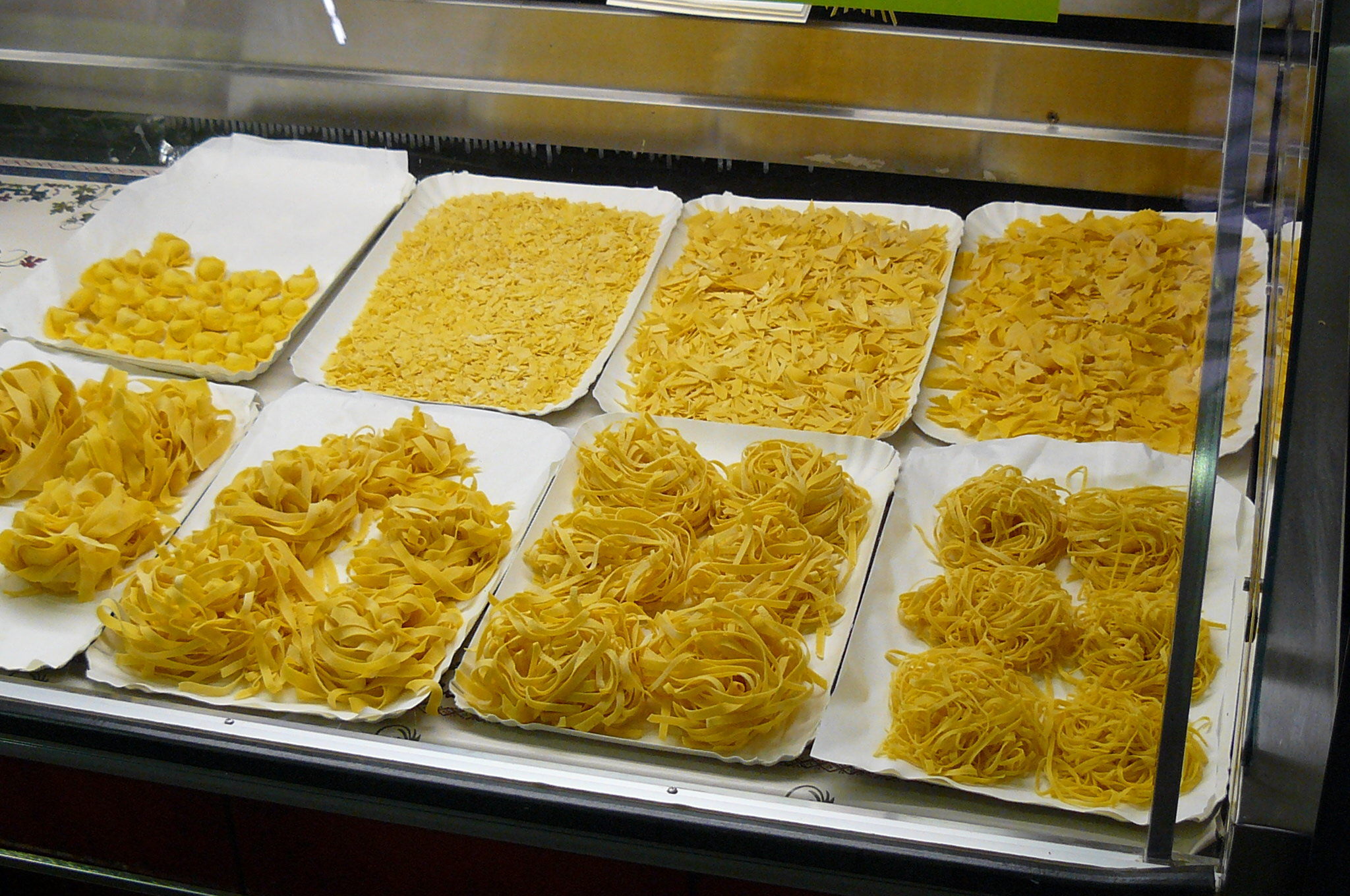
달걀 파스타

달걀 파스타(이탈리아어: pasta all'uovo 파스타 알우오보[*])는 달걀을 넣어 만든 파스타이다. 주로 생파스타이나, 건파스타 중에서도 달걀을 넣어 만든 것이 있다. 이탈리아 북부 지역에서는 흔히 밀가루와 달걀을 사용한 스폴리아로 생파스타를 만든다. 스파게티 알라 키타라, 탈리아텔레, 파파르델레, 페투치네 등이 대표적인 달걀 파스타이다. 아뇰로티, 토르텔리니 등 소를 넣은 파스타는 대체로 달걀 파스타이다.

## 사진

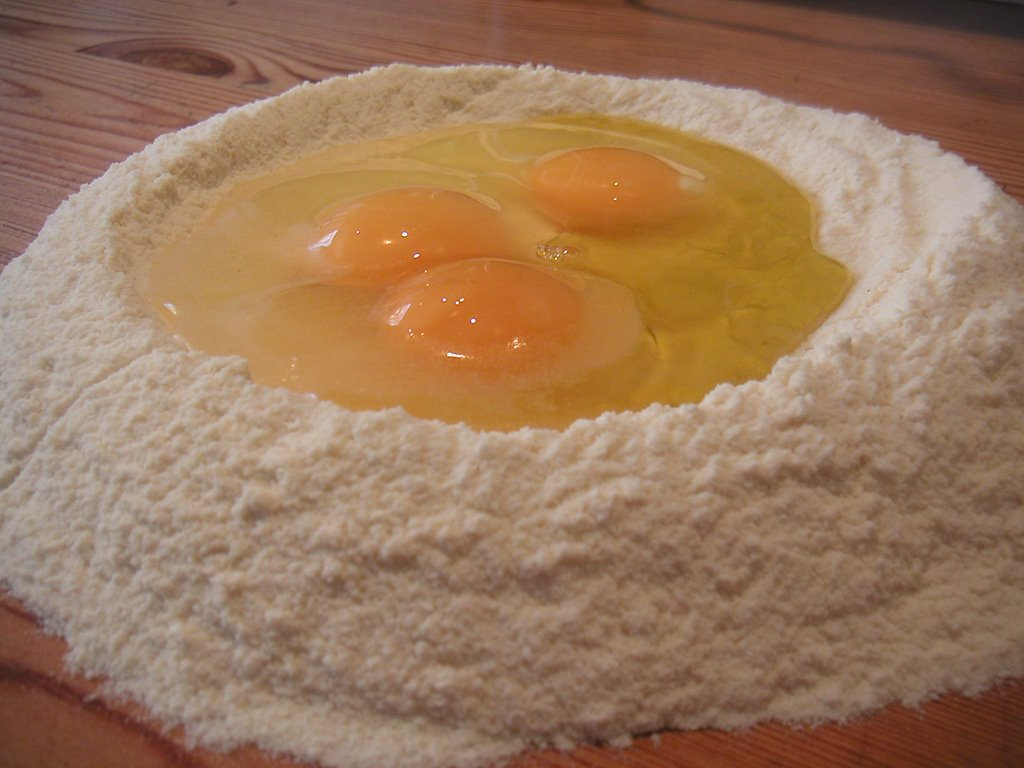
달걀 파스타 반죽 재료
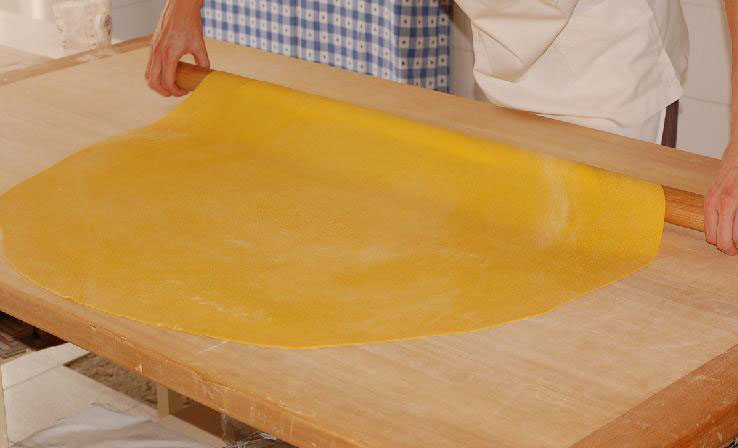
스폴리아
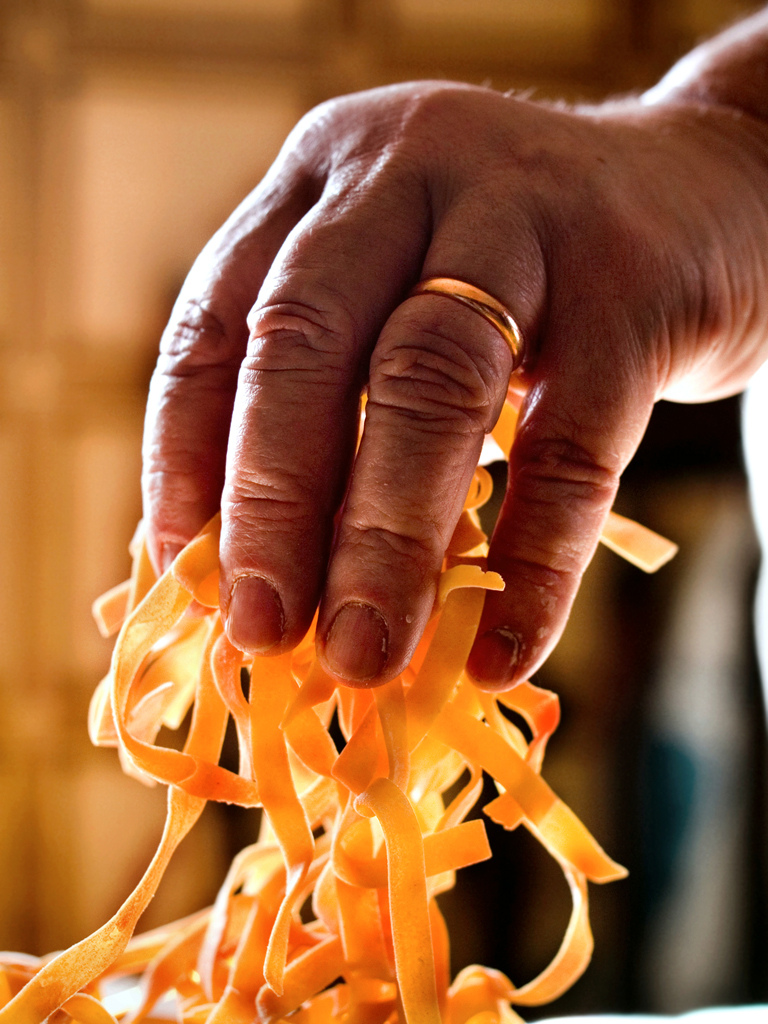
페투치네
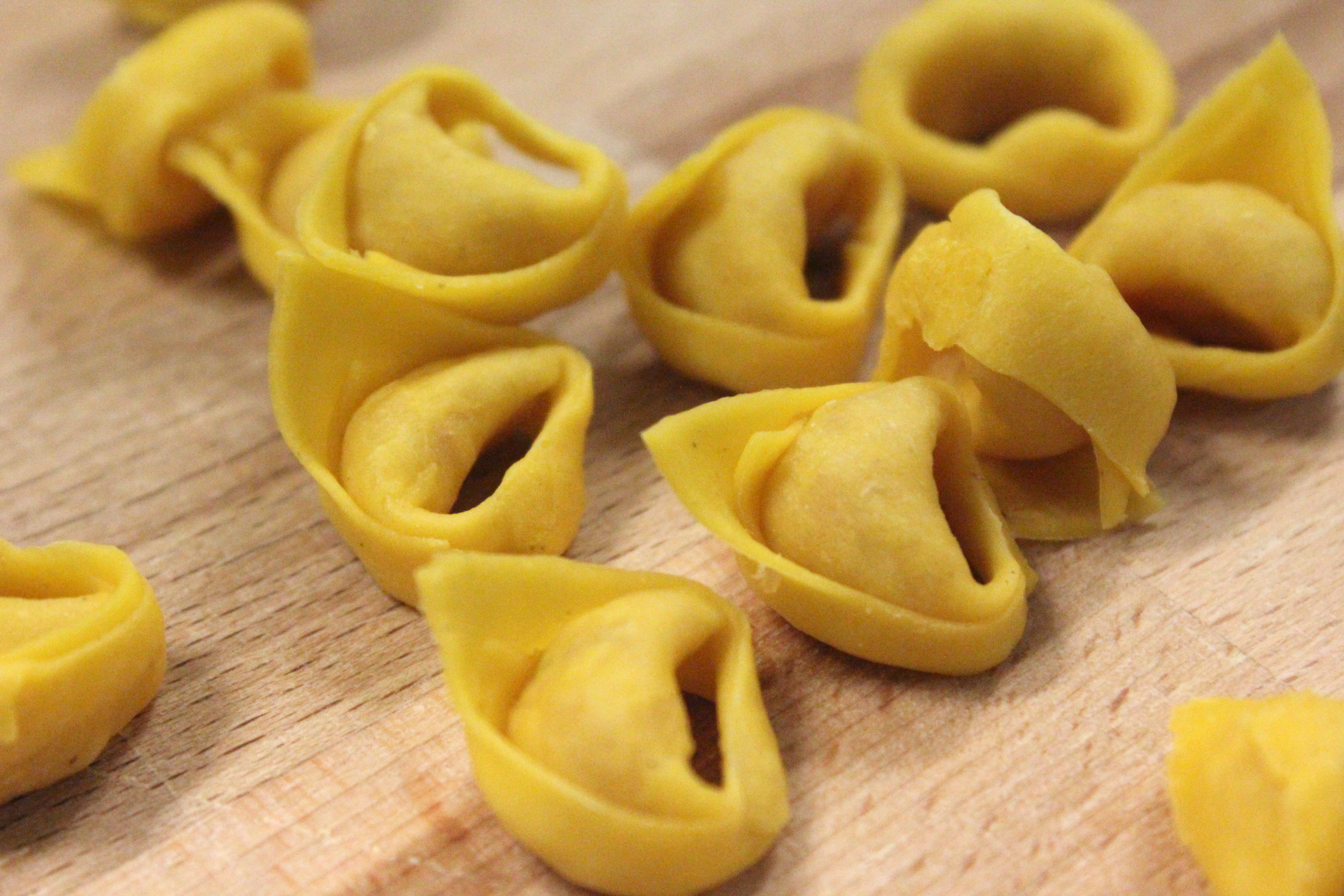
토르텔리니

## 같이 보기
- 달걀 국수